# Voghet

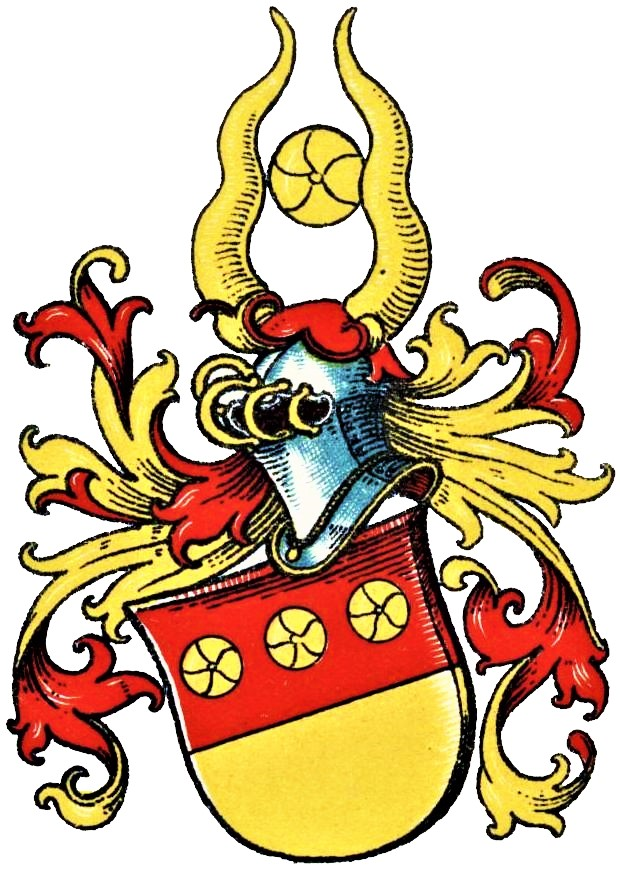
Wappen der Voghet im Wappenbuch des Westfälischen Adels

Voghet (auch: Vogt, Vaget, Vaghed o. ä.) ist der Name eines westfälischen Adelsgeschlechts.

## Geschichte
Das Geschlecht gehörte zu den Münsteraner Erbmännern, dem Münsteraner Stadtpatriziat und -adel. Sie saßen zu Maser bei Hiltrup und sind wahrscheinlich, so Max von Spießen, aus der Familie von Sunneborn hervorgegangen.
Das Geschlecht stellte im Mittelalter mehrere Münsteraner Schöffen, Ratsherren, Richter, Kämmerer und Bürgermeister:
- Wolfardus Voghet, 1285 Ratsherr
- Henricus Voghet, 1314 Ratsherr
- Johann Voghet, 1326–1333 Ratsherr
- Wilbrandus Voghet, 1333–1354 Ratsherr
- Johan de Voghet, 1336/37 Schöffe
- Johann Voghet, 1382–1410 Ratsherr
- Wilbrandus dictus Voghet, 1353/54 Richtherr
- Johann de Voghet, 1382/83 Bürgermeister sowie 1383/84 und 1390/91 Ratsherr
- Johan(n)es Voghet, 1387/88 Bürgermeister und 1393/94 Kämmerer

Die Familie hatte umfangreiche Güter im weiteren östlichen Münsterland. Beispielsweise erklärte der Knappe Wulfhard de Voghet 1357, dass er dem Edlen Bernd zu Lippe für 66 Mark die Höfe Johanneshove, Clemannes, Emeschorne, Hof zu Schophorst, Hof zu Zwenhusen im Kirchspiel Altwarendorf, den Everkenhove im Kirchspiel Neuwarendorf und den Hof Wechus im Kirchspiel Telgte freigeben wolle. Hermann Voghet war 1406 Münsteraner Domvikar und 1450 Vikar zu St. Ludgeri. Er brachte der Vikarie Einkünfte aus einem Erbe to Broke in Sendenhorst und Venninck in Albersloh.
Die Familie erlosch um 1530.

## Wappen
Blasonierung: Von Rot über Gold quergeteilt, oben drei goldene Brakteaten (auch Rosetten oder Sterne) balkenweise gestellt. Auf dem Helm zwei wellig geformte goldene Büffelhörner, dazwischen ein Brakteat. Die Helmdecken sind rot-golden.
Es besteht eine Wappenverwandtschaft mit denen von Meinhövel und den von Ascheberg.